# Yaghisiyan
Yāghısiyān (... – 2 giugno 1098) fu il governatore di Antiochia durante la Prima Crociata.

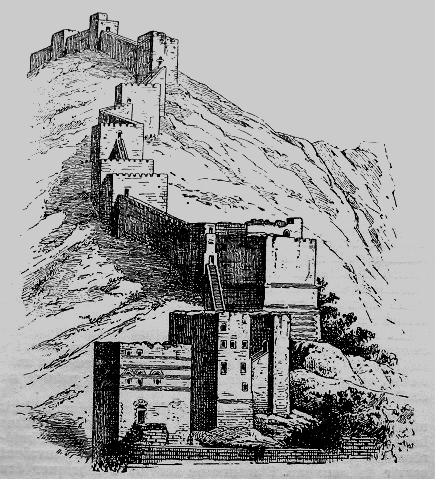
Le mura di Antiochia sul Monte Silpius al tempo delle crociate

Fu uno schiavo turco del Sultano selgiuchide Malik Shāh, che conquistò Antiochia nel 1085 nominandovi come suo governatore Yāghısiyān verso il 1090. 
Dopo la morte di Malik Shāh nel 1092, l'Anatolia fu governata da  Suleiman ibn Qutulmish, cugino del Sultano, mentre la Siria era affidata a  Tutush I fratello del Sultano selgiuchide.
Inserita tra le due aree, Antiochia (in turco Antakya) era ancora un caposaldo bizantino e sia Suleiman, sia Tutush intendevano conquistarla e provarono ad attuare i loro disegni.
il successore di Malik Shāh assegnò a Yāghısiyān un territorio ancora più esteso intorno a Manbij e Turbessel. Quando Tutush morì a sua volta nel 1095, i suoi nipoti, Ridwān e Duqāq, si disputarono con le armi il controllo della Siria, reclamando rispettivamente Aleppo e Damasco. La pretesa di Ridwān di governare Aleppo si scontrò con l'alleanza formata contro di lui da Yāghısiyān, Īlghāzī e Duqāq. Yāghısiyān era avverso a Janāh al-Dawla, tutore ( atābeg ) di Ridwān, più di quanto non fosse ostile allo stesso Ridwān e così preferì allearsi con Duqāq.
Ridwān e i suoi alleati attaccarono il territorio di Yāghısiyān e poi assediarono Damasco allorché Duqāq e Ilghāzī giunsero a prestare soccorso ad Antiochia. Nel 1097 Ridwān entrò in contrasto con Janāh al-Dawla e Yāghısiyān diventò più disponibile a un'alleanza con Ridwān. Essa fu realizzata e perfezionata con un matrimonio contratto da sua figlia con lo stesso Ridwān. I due consuoceri mossero insieme all'attacco di Shayzar quando giunsero notizie concernenti la Prima Crociata, cosicché tutte le parti si ritirano nei propri domini per prepararsi a fronteggiare il prevedibile attacco.
Se le alleanze contratte fossero state osservate lealmente o se le varie parti coinvolte si fossero accordate per cooperare, esse sicuramente sarebbero state in grado di sconfiggere i Crociati ma appena tutto ciò si verificò Yāghısiyān fu lasciato solo con il suo proprio esercito ad Antiochia. Preparandosi a un assedio, egli esiliò numerosi esponenti cristiani della Chiesa ortodossa greca e armena ortodossa, che egli considerava inaffidabili. Imprigionò il Patriarca ortodosso di Antiochia, Giovanni l'Ossita e trasformò la Cattedrale di S. Pietro in un edificio civile. I cristiani Siro-Ortodossi furono per lo più risparmiati perché Yāghısiyān li considerava più leali nei suoi confronti, in quanto ostili ai Greci e agli Armeni.
Nell'inverno del 1097-1098, Antiochia fu assediata dai Crociati e Yāghısiyān e suo figlio Shams al-Dawla chiesero aiuto a Duqāq. Egli di frequente effettuò sortite contro l'accampamento cristiano e attaccò pattuglie incaricate di procurare il foraggio per le cavalcature. Yāghısiyān sapeva dai suoi informatori che si erano manifestati dissensi fra i cristiani Raimondo IV di Tolosa e Boemondo di Taranto, ognuno dei quali mirava a impadronirsi della città per proprio conto. Mentre Boemondo era in giro per procurarsi foraggio, il 29 dicembre 1097, Raimondo attaccò ma fu respinto dalle truppe di Yāghısiyān. Il 30 dicembre, rinforzi inviati da Duqāq furono sconfitti dalle forze di Boemondo che tornavano dal loro impegno e si ritirarono su Hims.
Yāghısiyān allora si rivolse per ottenere aiuti a Ridwān. In febbraio anche l'esercito di Ridwān fu sconfitto. Mentre l'esercito crociato era lontano dalla città per affrontare Ridwān, Yāghısiyān effettuò una sortita per aggredire le fanterie lasciate a difesa degli accampamenti, ma fu anch'egli respinto nel momento in cui i crociati vittoriosi tornarono al campo davanti Antiochia. 
In marzo Yāghısiyān tese un'imboscata ai Crociati che stavano facendo legna e che stavano trasportando materiale sbarcato nel porto di S. Simeone, nelle loro retrovie. Quando il campo crociato ad Antiochia seppe che Raimondo e Boemondo erano stati uccisi, ci fu una confusione generalizzata e Yāghısiyān attaccò il resto dell'esercito cristiano condotto da Goffredo di Buglione. Boemondo e Raimondo tornarono tuttavia rapidamente e Yāghısiyān fu una volta ancora respinto all'interno della città assediata.
Questa volta il governatore si rivolse a Kerbogha di Mosul per avere aiuti. I Crociati sapevano di dover impadronirsi della città prima che arrivassero i rinforzi di Kerbogha. Boemondo segretamente negoziò con una delle guardie di Yāghısiyān, un Armeno di nome Fīrūz, che si disse disposto a tradire la città. La notte del 2 giugno 1098 i Crociati entrarono in città; Yāghısiyān fuggì con la sua guardia personale, mentre suo figlio rimase indietro a difendere la cittadella. Durante la sua fuga, Yāghısiyān cadde da cavallo e le sue guardie pensarono che fosse impossibile condurre con loro il governatore ferito e lo abbandonarono sul terreno e fuggirono senza di lui. Fu trovato da un Armeno che gli tagliò la testa e la spedì in macabro dono a Boemondo.
Antiochia fu rivendicata da Boemondo e Raimondo, con quest'ultimo insediatosi nell'abitazione di Yāghısiyān e Boemondo nella cittadella che era stata strappata a Shams al-Dawla dopo una settimana. La loro contesa rallentò la Crociata per vari mesi.
I Crociati ricordarono il nome di Yāghısiyān in vari modi in Latino, tra cui Acxianus, Gratianus e Cassianus. La residenza reclamata da Raimondo divenne nota come palatium Cassiani.